# Chiesa di San Julián de los Prados

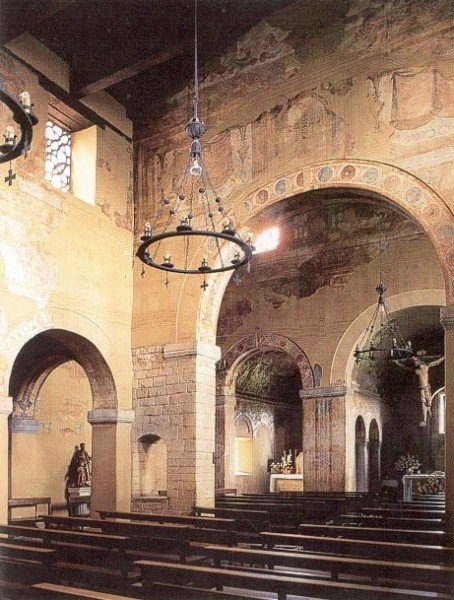
Interno

La chiesa di San Juliàn de los Prados detta anche Santullano d'Oviedo, venne edificata verso l'820, ed è giunta quasi intatta fino ai giorni nostri. Solo il campanile è una aggiunta più recente. La chiesa è dedicata ai santi martiri Giuliano e Basilissa. Fa parte del Patrimonio dell'umanità "Monumenti di Oviedo e del regno delle Asturie".
Essa mostra i progressi realizzati dal punto di vista architettonico dagli inizi dell'era asturiana e supera di molto le proporzioni delle chiese visigote come quella di San Pedro de la Nave.

## Esterno
La chiesa è costituita da un ampio portico, tre navate di cui una trasversale, ampi archi aprono su un transetto ampio e alto che precede tre absidi che accedono a tre cappelle a volta di mattoni. Il tutto concepito in modo logico e coerente.
All'esterno, il portico possiede una finestra a triplo arco e i claustras tipici dell'arte mozarabica.

## La navata
Originariamente completamente affrescata, (ne sussistono ancora dei bei frammenti, miracolosamente sopravvissuti al restauro), questa chiesa funse da cappella reale, come lo sottolineano i temi iconografici.
Tra gli affreschi decoranti le mura, figurano essenzialmente motivi di architettura antica: palazzi e chiese a frontone e tendaggi che richiamano all'arte bizantina. Il repertorio, in tutti i casi, sottolinea certe fasi del rituale e si rifà a una tradizione sia dell'arte romana che dell'arte visigota.